# Пизи (страва)
Пизи — страва з тіста польської кухні, різновид галушок (кльоцок) з м’ясною начинкою або соусом.  

## Слово
Окрема кулька страви зветься пиза. Від її назви утворені такі прізвища як Пизенко, Пизик, Пиза, Пизін.

## Страва
Для приготування переважно використовується гречане тісто, також відомі пшеничні і картопляні пизи. Кульки кислого гречаного тіста варять в окропі. Їдять окремо, або подають до юшки і борщу. В Народицькому районі для того щоби приготувати пизи вчиняли тісто як на хліб, розкачували, закручували в рулет, різали на порції, пекли і тріпали олією з часником.
Крім України, пизи також готують в Польщі і Білорусі. В польській кухні також відомі дріжджові пизи.

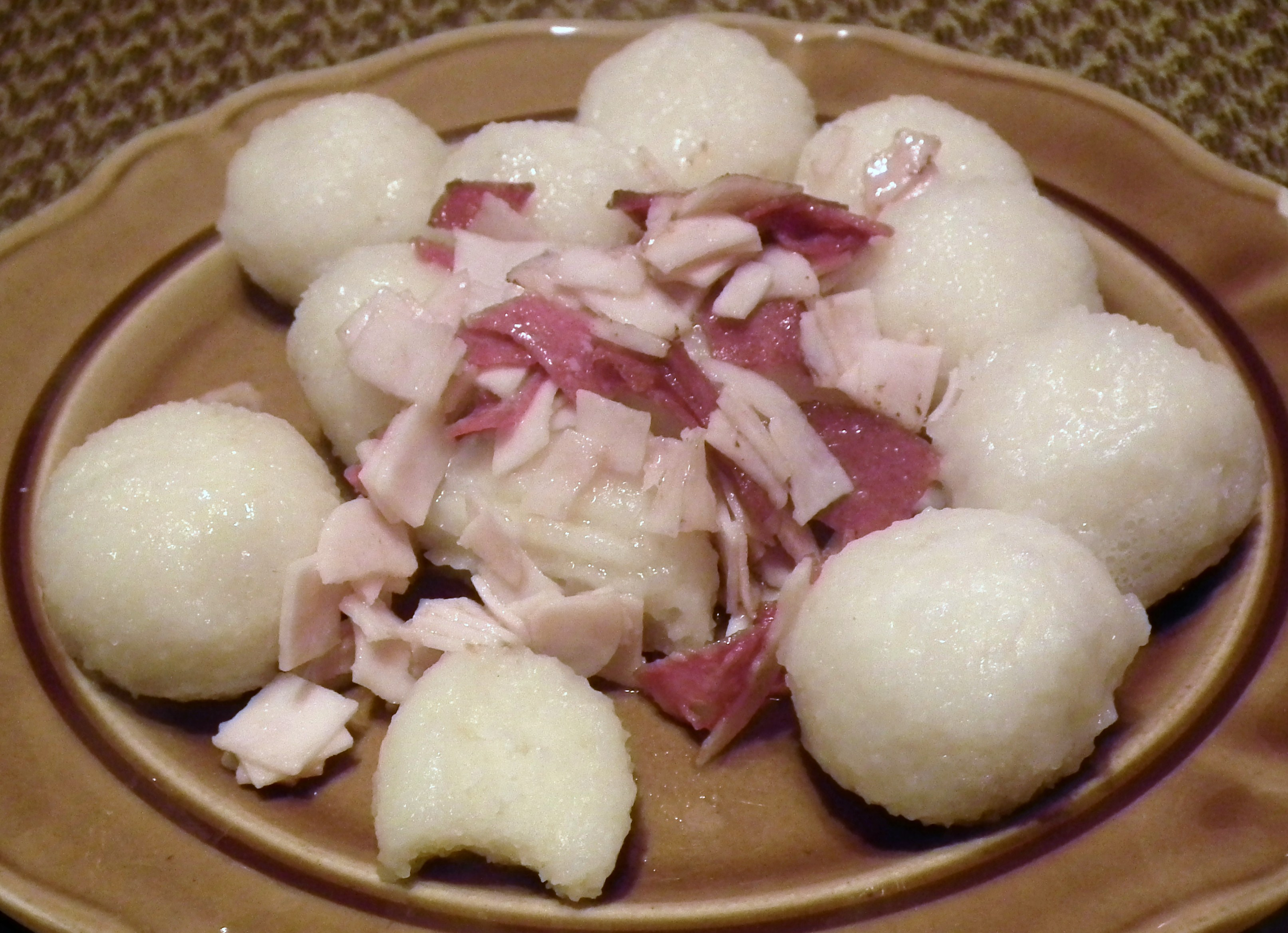
Пизи картопляні без начинки

### Картопляні пизи
Готуються з картоплі (виключно тертої сирої або поєднання вареної і тертої сирої), або з додаванням борошна, яєць і солі, варені в киплячій воді. Форма сферична або овальна.
Вони можуть бути самостійною стравою (поливаються розтопленим салом, іноді подаються зі смаженою капустою) або доповненням до тушкованого м'яса. Їх можна приготувати з м'ясним фаршем, сирною або грибною начинкою.
До страв категорії пиз відносяться: литовські цепеліни та сілезькі кльоцки.

### Дріжджові пизи
Виготовляються з борошна, яєць, дріжджів, молока, масла, цукру та солі. Парені або варені у воді. У літературі зустрічаються також пропозиції пекти пизи в духовці. Підгальська кухня славиться бомбольками – печеними дріжджовими пизами, які подаються з розтопленим маслом і медом. У сілезькій кухні – пол. Buchty śląskie.